# مقاطعة إفينغهام (جورجيا)
مقاطعة إفينغهام (بالإنجليزية: Effingham County)‏ هي إحدى المقاطعات في ولاية جورجيا في الولايات المتحدة الأمريكية، في عام 2000 كان عدد السكان 37.535 نسمة وفي تعداد عام 2007 تبين التقديرات أن عدد سكانه يبلغ 50728. عاصمة المقاطعة هي سبرينجفيلد، جورجيا. وهي واحدة من المقاطعات الاصل من جورجيا، التي أنشئت في 5 فبراير، 1777.

## جغرافيا المقاطعة
ووفقا لمكتب الإحصاء الأمريكي، المقاطعة يبلغ مجموع مساحتها 483 ميلا مربعا (1250 كيلومتر مربع)، منها 479 ميلا مربعا (1242 كيلومتر مربع) من الأراضي و3 ميل مربع (9 كيلومتر مربع) مسطحات مائية (0،70 ٪).

## المقاطعات المجاورة
- مقاطعة هامبتون، كارولينا الجنوبية (شمال)
- مقاطعة كاسبر، كارولينا الجنوبية (شمال شرق)
- مقاطعة تشاتام (جنوب شرق)
- مقاطعة بريان (جنوب)
- مقاطعة بولوتش (غرب)
- مقاطعة سكرفن (شمال غرب)

## التركيبة السكانية
حسب التعداد السكاني لعام 2000، بلغ عدد السكان 37535، بما يعادل 13151 أسرة، و 10494 عائلة مقيمة. الكثافة السكانية تبلغ 78 شخصا للميل المربع الواحد (30/km ²). كما أن هناك 14169 وحدة سكنية بمتوسط كثافه 30 وحدة سكنية للميل المربع الواحد (11/km ²).
التركيب العرقي للمقاطعة هو 84،66 ٪ من البيض، و 12،99 ٪ من السود الأمريكيين من اصل أفريقي، والأمريكيين الأصليين 0،32 ٪، و 0،45 ٪ آسيويين، 0،02 ٪ من جزر المحيط الهادئ، 0،52 ٪ من أجناس أخرى. و1،41 ٪ من السكان من أصل إسباني أو لاتيني من أعراق مختلفة و 1،04 ٪ من اثنين أو أكثر من الأعراق المختلطة.

## أعلام
- جون جي. بورنس
- كلوديوس س. ويلسون